# Venus von Mas d’Azil
Koordinaten: 43° 4′ 10″ N, 1° 21′ 17″ O

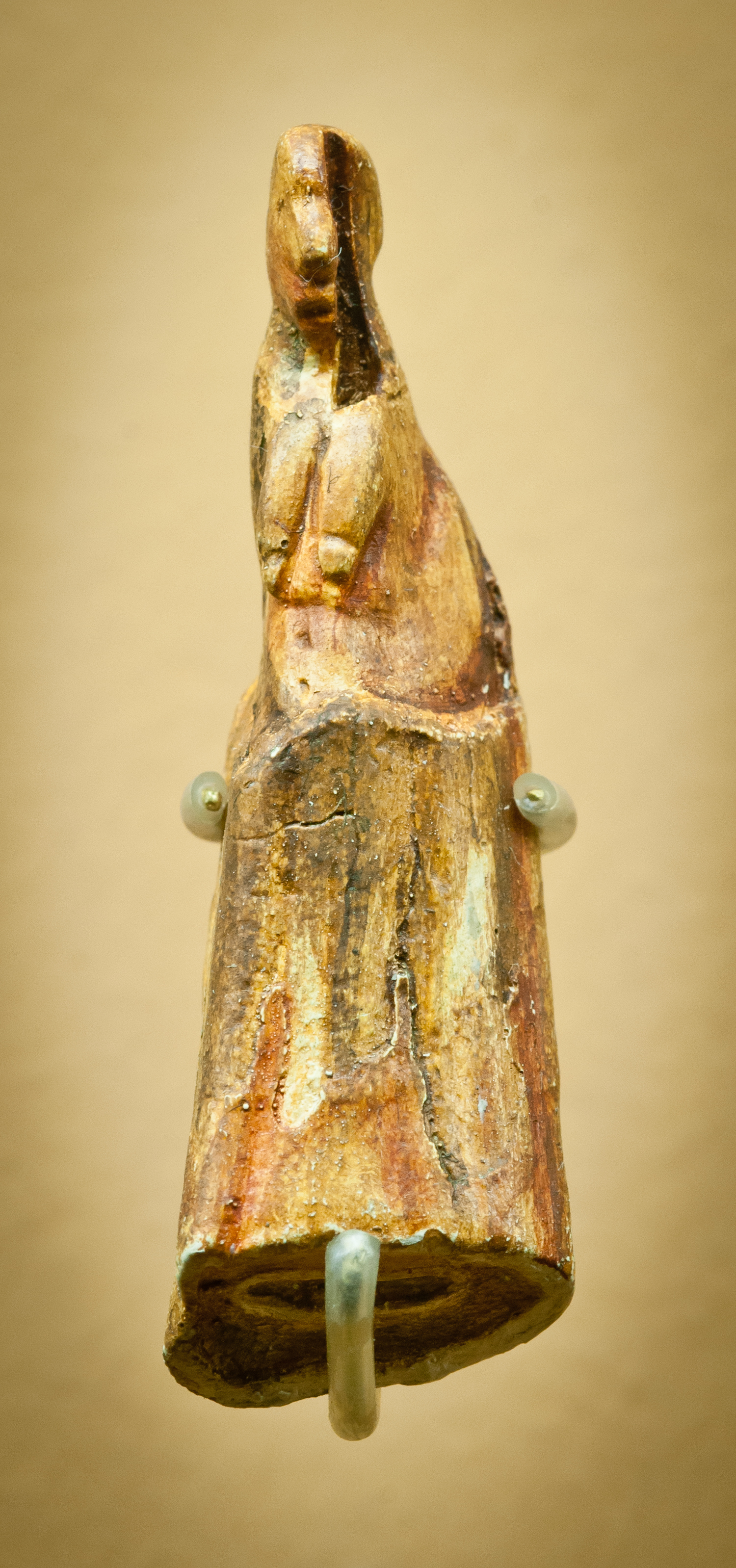
Die Venus von Mas d’Azil

Die Venus von Mas d’Azil ist eine Venusfigurine aus der jüngeren Altsteinzeit. Sie wird auf ein Alter von 16.000 bis 15.000 Jahren geschätzt und dem Magdalénien zugeordnet. Die Figur wurde aus dem Zahn eines Pferdes geschnitzt und ist 5,1 cm lang, 1,7 cm breit und 1,3 cm dick. Édouard Piette entdeckte sie 1888 in der Höhle von Mas d’Azil im Südwesten Frankreichs.